# سرغز دهنو (مقاطعة فارياب)
سرغز دهنو (بالفارسية: سرگز دهنو) هي قرية تقع في البلدة المركزية في إيران. يقدر عدد سكانها بـ 164 نسمة بحسب إحصاء 2016.